# Gymnomenia
Gymnomenia is een geslacht van wormmollusken uit de  familie van de Gymnomeniidae.

## Soorten
- Gymnomenia minuta Scheltema, 1998
- Gymnomenia pellucida Odhner, 1920
- Gymnomenia virgulata Scheltema, 1999